# Lébény
Lébény är en ort i Ungern.   Den ligger i provinsen Győr-Moson-Sopron, i den västra delen av landet, 130 km väster om huvudstaden Budapest. Lébény ligger 118 meter över havet och antalet invånare är 3 221.
Terrängen runt Lébény är mycket platt. Runt Lébény är det ganska tätbefolkat, med 72 invånare per kvadratkilometer. Närmaste större samhälle är Győr, 19,1 km öster om Lébény. Trakten runt Lébény består till största delen av jordbruksmark.